# سارانووو
سارانووو (به صربی: Saranovo) یک منطقهٔ مسکونی در صربستان است که در راچا واقع شده‌است. سارانووو ۱٬۲۴۱ نفر جمعیت دارد.